# العشة (يريم)

تعديل مصدري - تعديل

العشة هي إحدى حارات حي يريم بمدينة يريم أحد مدن محافظة إب، بلغ تعداد سكانها 816 نسمة حسب تعداد اليمن لعام 2004.